# Campeonato da Europa de Atletismo de 2016 - Salto com vara masculino
A prova do salto com vara masculino do Campeonato da Europa de Atletismo de 2016 foi disputada entre os dias 6 e 8 de julho de 2016 no Estádio Olímpico de Amsterdã em Amesterdão,  nos Países Baixos. 

## Recordes
Antes desta competição, os recordes mundiais e do campeonato nesta prova eram os seguintes:
|                       | Nome              | Nacionalidade | Altura  | Local      | Data                    |
| --------------------- | ----------------- | ------------- | ------- | ---------- | ----------------------- |
| Recorde mundial       | Renaud Lavillenie | França        | 6m 16cm | Donetsk    | 15 de fevereiro de 2014 |
| Recorde do campeonato | Rodion Gataullin  | Rússia        | 6m 00cm | Helsínquia | 11 de agosto de 1994    |
| Recorde europeu       | Renaud Lavillenie | França        | 6m 16cm | Donetsk    | 15 de fevereiro de 2014 |

## Medalhistas
| Ouro                | Prata              | Bronze              |
| Robert Sobera (POL) | Jan Kudlička (CZE) | Robert Renner (SLO) |

## Cronograma
Todos os horários são locais (UTC+2).
| Data       | Hora  | Evento       |
| ---------- | ----- | ------------ |
| 6 de julho | 17:50 | Qualificação |
| 8 de julho | 19:10 | Final        |

## Resultados

### Qualificação
Qualificação: Desempenho de 5.65 m (Q) ou os 12 melhores qualificados (q).
| Posição | Grupo | Atleta                 | Nacionalidade | 5.15 | 5.35 | 5.50 | 5.60 | 5.65 | Resultados | Notas |
| ------- | ----- | ---------------------- | ------------- | ---- | ---- | ---- | ---- | ---- | ---------- | ----- |
| 1       | A     | Renaud Lavillenie      | França        | –    | –    | –    | o    |      | 5.60       | q     |
| 2       | A     | Mareks Ārents          | Letônia       | o    | o    | o    |      |      | 5.50       | q     |
| 2       | A     | Konstadinos Filippidis | Grécia        | –    | o    | o    |      |      | 5.50       | q     |
| 2       | A     | Stanley Joseph         | França        | –    | o    | o    |      |      | 5.50       | q     |
| 2       | A     | Robert Sobera          | Polónia       | –    | o    | o    |      |      | 5.50       | q     |
| 6       | B     | Ivan Horvat            | Croácia       | –    | o    | xo   |      |      | 5.50       | q     |
| 6       | A     | Robert Renner          | Eslovênia     | –    | o    | xo   |      |      | 5.50       | q     |
| 6       | B     | Adrián Valles          | Espanha       | o    | o    | xo   |      |      | 5.50       | q,    |
| 9       | B     | Kévin Menaldo          | França        | –    | xo   | xo   |      |      | 5.50       | q     |
| 9       | B     | Melker Svärd Jacobsson | Suécia        | –    | xo   | xo   | x    |      | 5.50       | q     |
| 11      | B     | Arnaud Art             | Bélgica       | –    | o    | xxo  |      |      | 5.50       | q     |
| 12      | A     | Ben Broeders           | Bélgica       | –    | o    | xxx  |      |      | 5.35       | q     |
| 12      | B     | Karsten Dilla          | Alemanha      | –    | o    | xxx  |      |      | 5.35       | q     |
| 12      | B     | Piotr Lisek            | Polónia       | –    | o    | xxx  |      |      | 5.35       | q     |
| 12      | B     | Paweł Wojciechowski    | Polónia       | –    | o    | xxx  |      |      | 5.35       | q     |
| 12      | B     | Jan Kudlička           | Chéquia       | –    | o    | –    | x    |      | 5.35       | q     |
| 17      | B     | Luke Cutts             | Grã-Bretanha  | xxo  | o    | xxx  |      |      | 5.35       |       |
| 17      | B     | Menno Vloon            | Países Baixos | xxo  | o    | xxx  |      |      | 5.35       |       |
| 19      | A     | Michal Balner          | Chéquia       | –    | xo   | xxx  |      |      | 5.35       |       |
| 19      | B     | Diogo Ferreira         | Portugal      | o    | xo   | xxx  |      |      | 5.35       |       |
| 19      | A     | Rasmus Jørgensen       | Dinamarca     | o    | xo   | xxx  |      |      | 5.35       |       |
| 19      | B     | Dimitrios Patsoukakis  | Grécia        | –    | xo   | xxx  |      |      | 5.35       |       |
| 19      | A     | Tobias Scherbarth      | Alemanha      | –    | xo   | xxx  |      |      | 5.35       |       |
| 24      | A     | Dominik Alberto        | Suíça         | o    | xxx  |      |      |      | 5.15       |       |
| 24      | A     | Lukáš Posekaný         | Chéquia       | o    | xxx  |      |      |      | 5.15       |       |
| 24      | B     | Eirik Greibrokk Dolve  | Noruega       | o    | xxx  |      |      |      | 5.15       |       |
| 27      | A     | Didac Salas            | Espanha       | xo   | xxx  |      |      |      | 5.15       |       |
| 28      | A     | Raphael Holzdeppe      | Alemanha      |      |      |      |      |      | DNS        |       |

### Final
| Posição           | Atleta                 | Nacionalidade | 5.30 | 5.50 | 5.60 | 5.70 | 5.75 | Resultados | Notas |
| ----------------- | ---------------------- | ------------- | ---- | ---- | ---- | ---- | ---- | ---------- | ----- |
| Medalha de ouro   | Robert Sobera          | Polónia       | o    | o    | o    | xxx  |      | 5.60       |       |
| Medalha de prata  | Jan Kudlička           | Chéquia       | o    | o    | xo   | xxx  |      | 5.60       |       |
| Medalha de bronze | Robert Renner          | Eslovênia     | o    | o    | xxx  |      |      | 5.50       |       |
| 4                 | Ben Broeders           | Bélgica       | xo   | o    | xxx  |      |      | 5.50       |       |
| 4                 | Piotr Lisek            | Polónia       | xo   | o    | xxx  |      |      | 5.50       |       |
| 6                 | Mareks Ārents          | Letônia       | o    | xxo  | xxx  |      |      | 5.50       |       |
| 7                 | Karsten Dilla          | Alemanha      | o    | xxx  |      |      |      | 5.30       |       |
| 7                 | Konstadinos Filippidis | Grécia        | o    | xxx  |      |      |      | 5.30       |       |
| 7                 | Ivan Horvat            | Croácia       | o    | xxx  |      |      |      | 5.30       |       |
| 7                 | Paweł Wojciechowski    | Polónia       | o    | xxx  |      |      |      | 5.30       |       |
| 11                | Arnaud Art             | Bélgica       | xo   | xxx  |      |      |      | 5.30       |       |
| 11                | Adrian Vallés          | Espanha       | xo   | xxx  |      |      |      | 5.30       |       |
| 13                | Stanley Joseph         | França        | xxo  | xxx  |      |      |      | 5.30       |       |
| 14                | Kévin Menaldo          | França        | –    | xxx  |      |      |      | NM         |       |
| 14                | Renaud Lavillenie      | França        | –    | –    | –    | –    | xxx  | NM         |       |
| 15                | Melker Svärd Jacobsson | Suécia        |      |      |      |      |      | DNS        |       |

Legenda
| Recorde mundial       | Recorde mundial (World record)               |                       | Recorde africano                      | Recorde africano (African) |                                           | Q | Classificado por posição (Qualified) |
| Recorde do campeonato | Recorde do campeonato (Championship record)  | Recorde da América    | Recorde da América (Americas)         | q                          | Classificado por melhor tempo (Qualified) |   |                                      |
| Melhor marca do ano   | Melhor marca do ano (World leading)          | Recorde asiático      | Recorde asiático (Asian)              | DNS                        | Não largou (Did not start)                |   |                                      |
| Recorde nacional      | Recorde nacional (National record)           | Recorde europeu       | Recorde europeu (European)            | DNF                        | Não terminou (Did not finish)             |   |                                      |
| Recorde pessoal       | Recorde pessoal do atleta (Personal best)    | Recorde da Oceania    | Recorde da Oceania (Oceania)          | DSQ / DQ                   | Desclassificado (Disqualified)            |   |                                      |
| Recorde da temporada  | Recorde da temporada do atleta (Season best) | Recorde sul-americano | Recorde sul-americano (South America) | NM                         | Sem marca (No mark)                       |   |                                      |